# Église des Frères mineurs (Vienne)
Pour les articles homonymes, voir Église des Frères mineurs.
L'église des Frères mineurs (en allemand : Minoritenkirche) ou église Notre-Dame-des-Neiges est une église catholique située dans le Ierarrondissement de Vienne. L'église actuelle, construite en style gothique français, date de 1339. Joseph II en fit présent ad æternum à la communauté italienne de Vienne.
Depuis 2021, l’église appartient à la Fraternité sacerdotale Saint-Pie-X qui est attachée à la célébration de la messe tridentine.

## Historique
De retour des Croisades, le duc Léopold de Babenberg s'arrête à Assise en 1219 pour exprimer à saint François son désir d'avoir chez lui des Frères mineurs franciscains à Vienne. Les Pères Albert de Pise, Jean de Carpi, Martin de Milan et Jacques de Trévise partent alors pour Vienne. Ils fondent un sanctuaire sur le site aux environs de 1224 et s'installent dans l'église Sainte-Catherine-de-Sienne près de la Cour où réside le duc. L'église est bientôt nommée par les Viennois l'église italienne et, vers 1260, cent cinquante franciscains sont déjà à l'œuvre. Ils sont aidés par les représentants des familles aristocratiques, comme les princes de Liechtenstein et les Médicis, les Ricasoli, les Cavalcanti, les Stampa, etc. qui font enterrer les leurs dans l'église. Les franciscains sont aussi chargés de chaires à l'université de Vienne. 
La guerre entre les Autrichiens et les Ottomans provoque des destructions et, en 1276, l'église est incendiée. Le clocher pyramidal perdit sa flèche lors du siège ottoman de 1683.
Ottokar II de Bohême et seigneur d'Autriche pose la première pierre d'une nouvelle église qui est construite selon les plans du frère Jacques de Paris, dans le plus pur style gothique français. La crucifixion du portail principal aurait été sculptée par Jacques de Paris vers 1350. La duchesse Blanche (nièce de saint Louis) exprime le désir d'un chœur suffisamment majestueux pour recueillir la cœur du roi de France, tertiaire franciscain. Construit plus tard, il sera malheureusement détruit par un incendie et seuls subsistent les fondations.

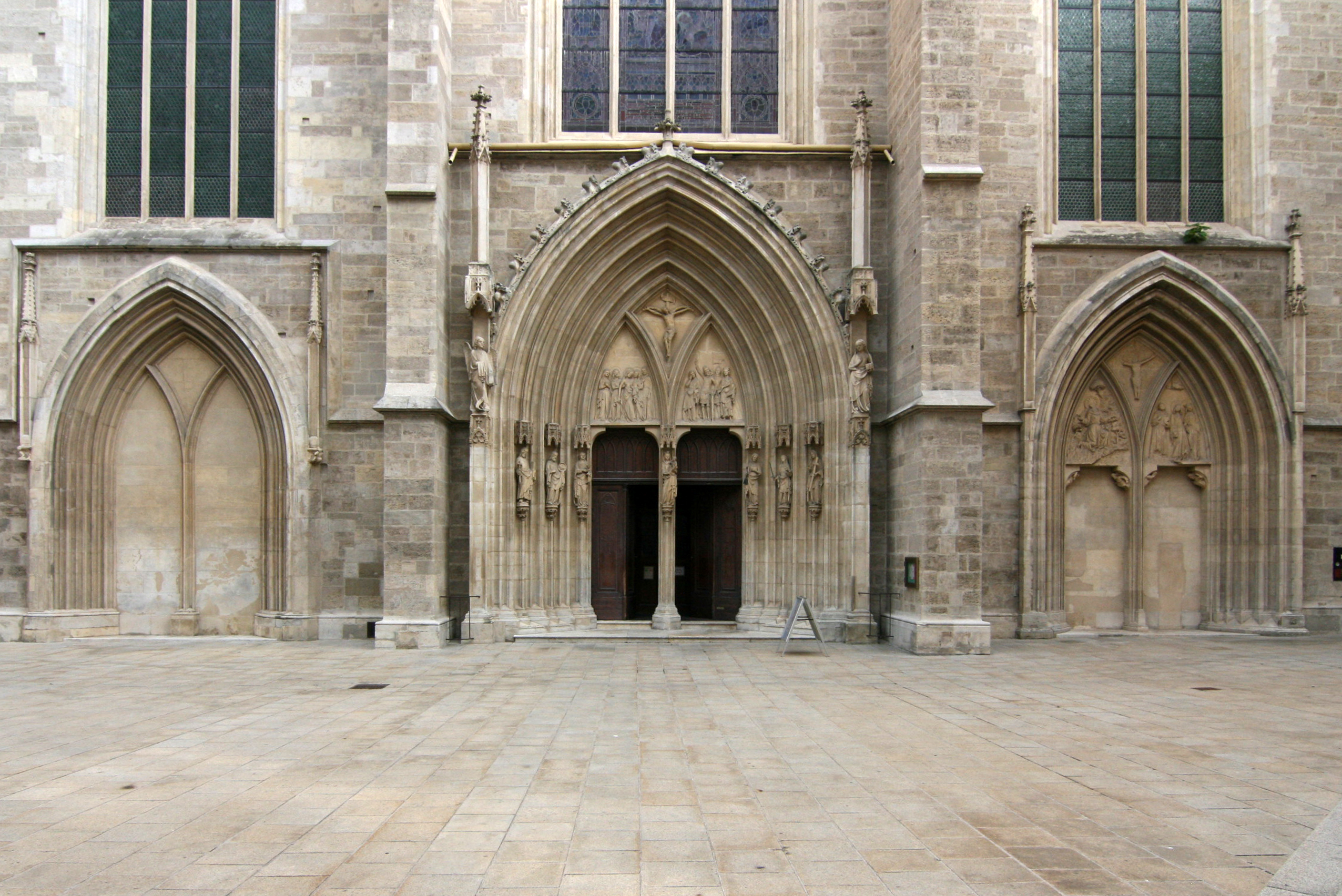
Le portail gothique.

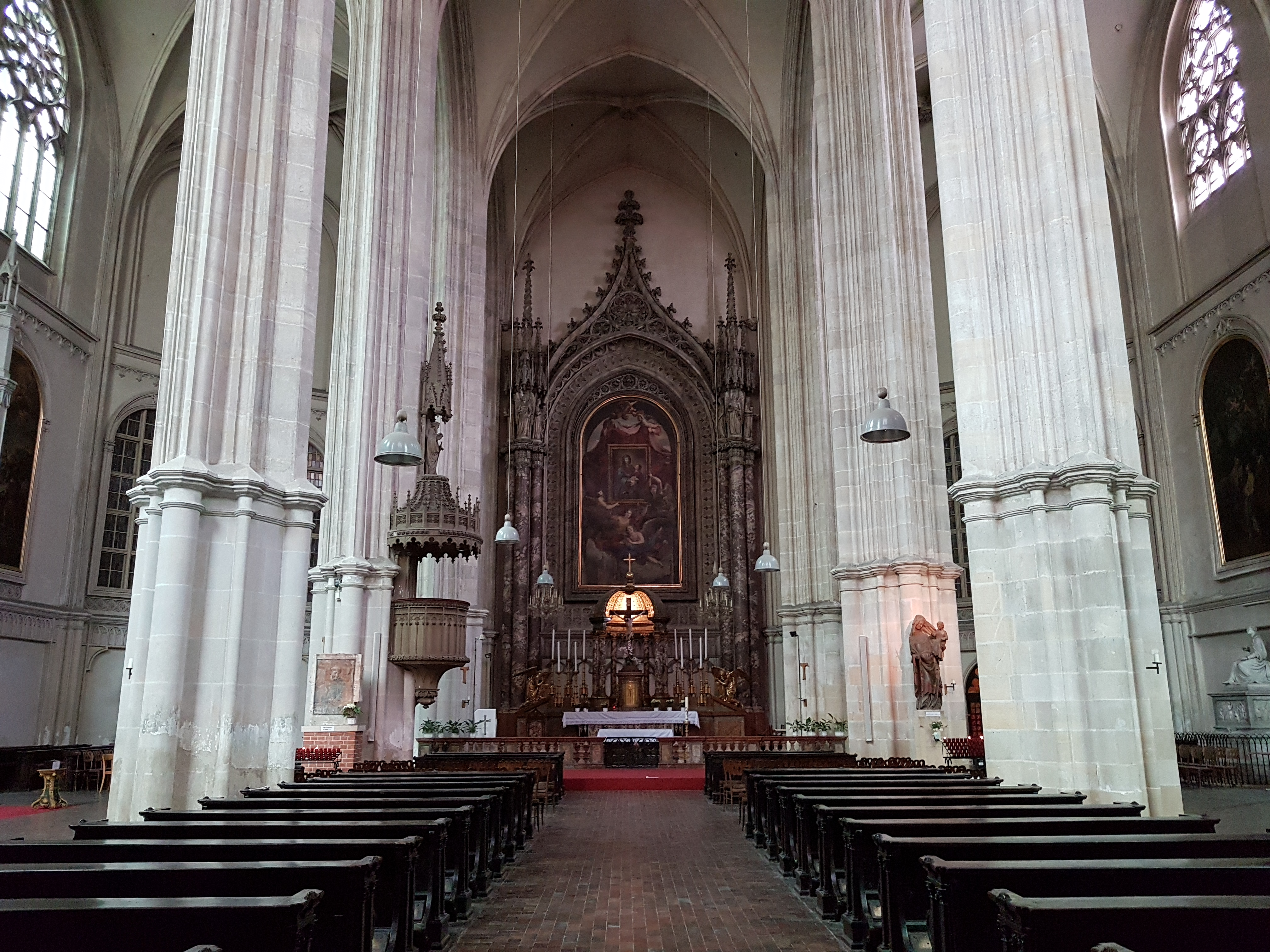
La nef vers l'autel.

Remaniée dans le style baroque, l'église retrouva son aspect gothique à la fin du XVIIIe siècle.
L'église des Franciscains est appelée officiellement église des Italiens, lorsque Joseph II l'attribue ad æternum à cette nation.
On y remarque une copie en mosaïque de La Cène de Léonard de Vinci, faite par Giacomo Raffaelli, pendant le séjour de Napoléon à Vienne. Napoléon l'avait commandé à l'artiste dans le but de l'installer à Milan dans le réfectoire de Sainte-Marie-des-Grâces à la place de l'original qu'il comptait rapporter à Paris. Les Habsbourg l'achetèrent après la défaite de Waterloo en 1815. 
À côté se trouve le tombeau du poète italien Pietro Metastasio et un bas-relief de la Vierge sculpté par Antonio Rossellino. L'aile sud contient une fresque estompée de saint François d'Assise (XVe siècle).
Il y a encore des messes le dimanche en italien dans cette église[réf. nécessaire].